# Anjan
Anjan ist ein regulierter See in der Gemeinde Åre im Jämtlands län in Schweden. Der See liegt südlich der Hochfläche Skäckerfjällen auf einer Meereshöhe von 422,1 m ö.h., ist 24,3 km² groß und 56,5 m tief.
Der Anjan liegt zwischen dem Kallsjön und der norwegischen Grenze. Am Nordufer des Sees führt der Riksväg 336 entlang, der vom Europaväg 14 abzweigt, auch dem Ufer des Kallsjön folgt und westlich des Anjan die Grenze zu Norwegen überschreitet; in Norwegen geht er in die Straße Nr. 72 zum Trondheimfjord über. Der langgestreckte und schmale See entwässert über den Anjeströmmen zum Kallsjön, der über den Järpströmmen zum Indalsälven abfließt. In dem See liegen die Inseln Hästholmen und Barön. An seinem Nordufer befindet sich Anjans Fjällstation.